# Канапенас, Римантас Миколас
Римантас-Миколас Вилюсович (Вилевич) Канапенас (лит. Rimantas Mykolas Kanapenas) — профессор Вильнюсского технического университета им. Гедиминаса, хабилитированный доктор технических наук, заслуженный изобретатель Литвы, директор Вильнюсского центра лазерной технологии.

## Биография
Родился 20.10.1941 в деревне Глобинай, Салочайская волость, Пасвальский район.
Окончил Каунасский политехнический институт (1965) и его аспирантуру (1970). До 1981 г. работал там же научным сотрудником.
В 1981—1989 старший научный сотрудник, заведующий отделом Института физики Академии наук Литовской ССР. Одновременно в 1986—1989 научный руководитель республиканского научно-производственного объединения «Лазеры» и руководитель четырех лабораторий междисциплинарных лазерных задач. В 1986—1991 главный редактор журнала Lazerine Technology.
С 1989 г. директор Вильнюсского центра лазерной технологии.
С 1992 года преподавал в Вильнюсском техническом университете им. Гедиминаса, с 1993 года профессор кафедры биомеханики.
Доктор технических и медицинских наук.
Автор (соавтор) свыше 300 научных работ, 150 изобретений.
Научные интересы:
- взаимодействие лазерного излучения с твердыми материалами, биотканями, жидкостями
- разработка лазерной медицинской и промышленной техники, лазерных технологий, их применение.

Заслуженный изобретатель Литовской ССР (1987).
Награждён тремя бронзовыми медалями ВДНХ СССР (1977, 1978, 1979).
Библиография:
- Исследование и создание высокоэффективных виброопор прецизионных приборов и машин : диссертация ... доктора технических наук : 01.02.06. - Каунас, 1981. - 269 с. : ил.
- Лазерная технология в промышленности / Р. Канапенас. — Вильнюс: Мокслас, 1988. — 108,[2] с. : ил.; 16 см.; ISBN 5-420-00231-0 : 30 к.
- Лазерная технология в Литве / Р. Канапенас. — Вильнюс: О-во "Знание" ЛитССР, 1988. — 22,[1] с.; 20 см.
- Развитие лазерной технологии в Литве / Р.-М. В. Канапенас. — Вильнюс: Мокслас, 1988. — 76,[2] с. : ил.; 17 см.; ISBN 5-420-00624-3 : 25 к.
- Виброопоры [Текст] : (расчеты, конструкции, измерительные средства). — Вильнюс: Мокслас, 1984. - 208 с. : ил.; 21 см. — (Вибротехника).
- Vibraciniai guoliai, 1984 m., rusų k.
- Lazerinė technologija pramonėje, 1988 m.
- Lazerinės technologijos plėtotė Lietuvoje, 1988 m., rusų k.
- Matavimų teorija ir praktika, vadovėlis, su kitais, 2000 m., 2 leid. 2004 m.